# Shine On You Crazy Diamond
Shine On You Crazy Diamond („Záři dál, ty bláznivý démante“) je téměř půlhodinová skladba britské skupiny Pink Floyd z alba Wish You Were Here, jež vyšlo v roce 1975.
Pojednává o osudu zakladatele Pink Floyd Syda Barretta. Jde o vůbec první skladbu, ve které se Roger Waters otevřeně vyjádřil k tomuto tématu; „Now theres a look in your eyes, like black holes in the sky“ (česky „V tvých očích je teď výraz podobný černým dírám v nebi“) naráží na Barrettovo chování během koncertů. Ten byl schopný celý koncert hrát jeden akord a upřeně se přitom dívat do prázdna. To byl také jeden z důvodů, proč nakonec ve skupině skončil.
Skladba, jejíž původní verzi hráli Pink Floyd na koncertech již v roce 1974, musela být pro účely vydání na gramofonové desce rozdělena do dvou částí, neboť by se nevešla na jednu stranu LP. Kromě toho je skladba rozdělená na devět kompozičně odlišných částí (pět z nich tvoří první část skladby na albu Wish You Were Here, zbylé čtyři jsou část druhá).

## Parts I–V
- Part I (Wright, Waters, Gilmour; 0:00–2:09)

Skladba začíná zvukem syntezátoru, Hammondových varhan a zvukem navlhčených prstů jezdících po okrajích sklenic s vínem.
- Part II (Gilmour, Waters, Wright; 2:10–3:54)

Dlouhé a pomalé Gilmourovo kytarové sólo za doprovodu kláves a syntezátorů.
- Part III (Waters, Gilmour, Wright; 3:55–6:27)

Začíná čtyřnotovým tématem (B, F, G, E), které se následně opakuje po většinu třetí části skladby. Přidává se baskytara a bicí v pozadí s klávesami. V čase 5:12 začíná druhé Gilmourovo sólo, jež končí společně s třetí části.
- Part IV (Gilmour, Wright, Waters; 6:28–8:42)

Část začíná Wrightovým sólem na syntezátor Minimoog, které následuje třetí kytarové sólo tentokrát s bluesově znějící Gilmourovou kytarou.
- Part V (Waters, Gilmour, Wright/Waters; 8:43–13:30)

Teprve na konci deváté minuty se začátkem páté části začíná Watersův zpěv, vokály obstarali Gilmour, Wright, Carlena Williamsová a Venetta Fieldsová. Následují kytarové riffy překrývané barytonovým saxofonem Dicka Parryho, jenž jej v čase 11:59 vymění za tenorsaxofon. První část „Shine On You Crazy Diamond“ končí zeslabujícím saxofonem za doprovodu syntezátorů, což přechází ve zvuky strojů a továren na začátku „Welcome to the Machine“.

## Parts VI–IX
- Part VI (Wright, Waters, Gilmour; 0:00–4:55)

Zvukem větru navazuje na předchozí píseň „Wish You Were Here“, ozývá se baskytara Davida Gilmoura, ke které se brzy na to přidává baskytarový riff Rogera Waterse, jenž pokračuje v celé šesté části. Následuje Wrightův syntezátor, bicí, doprovodná kytara a syntezátorové sólo. Sólo poté přebírá Gilmour s lap steel kytarou, přibližně v čase 4:34 končí a navazuje krátké kytarové sólo (stejné jako ve čtvrté části skladby).
- Part VII (Waters, Gilmour, Wright/Waters; 4:56–5:59)

V sedmé části „Shine On You Crazy Diamond“ se opět nachází Watersův zpěv, hudebně je z větší části podobná páté části.
- Part VIII (Gilmour, Wright, Waters; 6:00–8:59)

Zahrnuje druhou elektrickou kytaru Rogera Waterse a funkový rytmus hraný na syntezátory, jenž se přibližně po dvou minutách vytrácí do pozadí a nastupují klávesy.
- Part IX (Wright, 9:00–12:22)

Jedná se o pomalé klávesové sólo, David Gilmour tuto část později popsal jako „pomalý pohřební pochod ve 4/4 rytmu“. V čase přibližně 11:20 přestávají hrát všechny nástroje kromě kláves a syntezátorů, které se přibližně minutu postupně vytrácí až do úplného ticha.